# پورتلند پرس هرالد

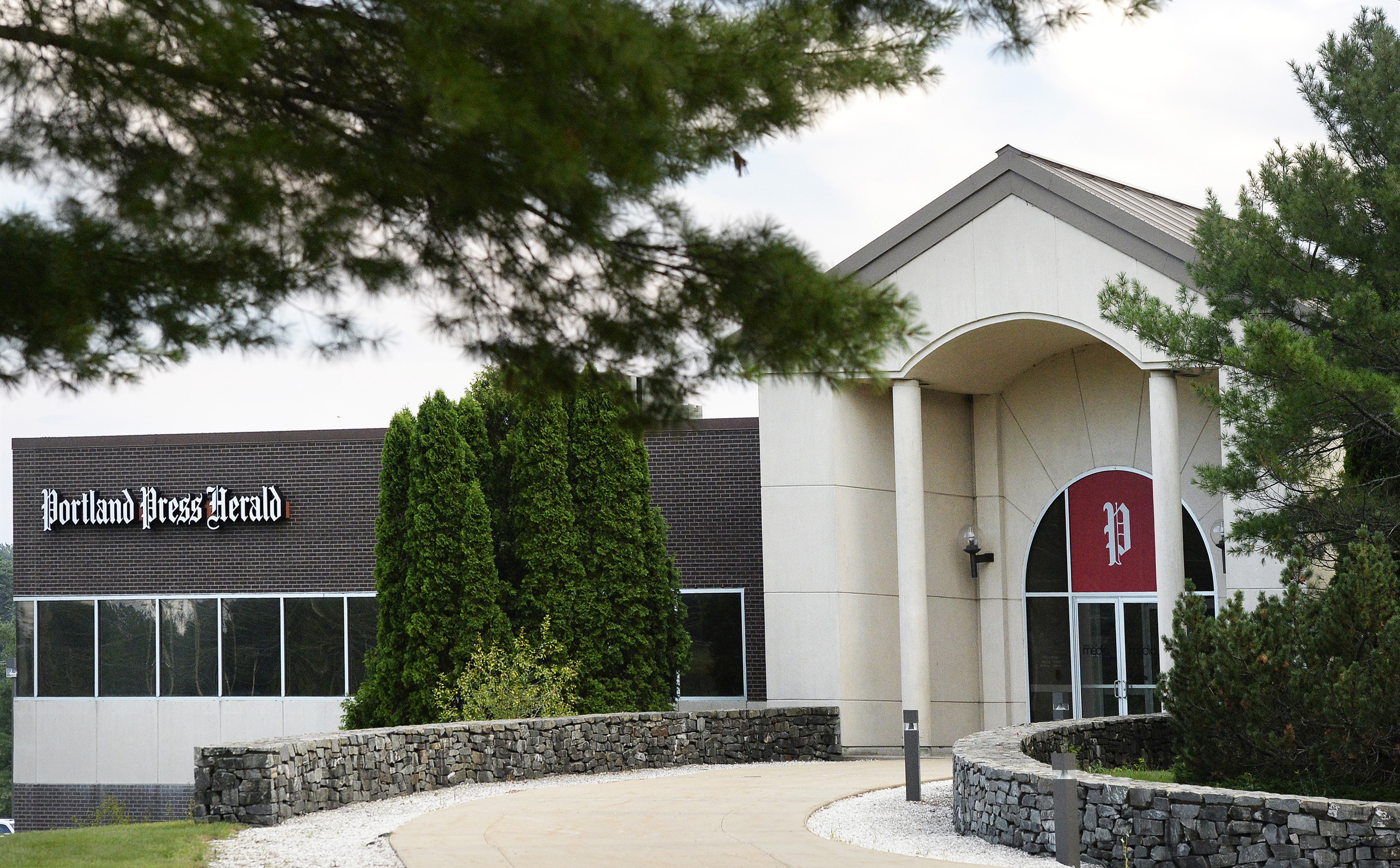
روزنامه Portland Press Herald از دفتر مرکزی شرکت در جنوب پورتلند، مین، با دفاتر خبری در مرکز شهر پورتلند و در ساختمان مجلس ایالتی در آگوستا، تولید، چاپ و توزیع می‌شود.

پورتلند پرس هرالد (انگلیسی: Portland Press Herald) (به اختصار PPH؛ نسخه یکشنبه ماین ساندی تلگرام) یک روزنامه مستقر در پورتلند جنوبی (مین) است که خوانندگانی در سراسر ایالت دارد. پرس هرالد عمدتاً در جنوب مین توزیع می‌شود و بر منطقه شهری بزرگتر پورتلند تمرکز دارد.
ریشه‌های آن که در سال ۱۸۶۲ تأسیس شد، به اولین روزنامه‌های مین، «Falmouth Gazette & Weekly Advertiser» که در سال ۱۷۸۵ آغاز به کار کرد، و «Eastern Argus» که برای اولین بار در سال ۱۸۰۳ در پورتلند منتشر شد، برمی‌گردد. در بیشتر قرن بیستم، این روزنامه سنگ بنای گای گانت کامیونیکیشنز بود، تا اینکه در سال ۱۹۹۸ به شرکت سیاتل تایمز فروخته شد.
از سال ۲۰۲۳، این روزنامه بخشی از ماین تراست برای اخبار محلی، یک گروه غیرانتفاعی تحت مدیریت نشنال تراست برای اخبار محلی بوده است که شامل چهار روزنامه روزانه دیگر و ۱۷ روزنامه هفتگی می‌شود.